# Liste der Naturschutzgebiete im Landkreis Wittmund
Im Landkreis Wittmund gibt es sieben Naturschutzgebiete (Stand Februar 2019).
| Name des Gebietes                                        | Bild           | Kennung | WDPA   | Landkreis / Stadt                                                            | Beschreibung / Bemerkungen | Standort | Fläche in Hektar | Jahr der Verordnung |
| -------------------------------------------------------- | -------------- | ------- | ------ | ---------------------------------------------------------------------------- | -------------------------- | -------- | ---------------- | ------------------- |
| Ewiges Meer und Umgebung                                 | weitere Bilder | WE 100  | 64679  | Landkreis Aurich, Landkreis Wittmund                                         |                            | Position | 1134,81          | 1990                |
| Grundmoränensee Schwarzes Meer                           | weitere Bilder | WE 121  | 81781  | Landkreis Wittmund                                                           |                            | Position | 14,81            | 1977                |
| Hohehahn                                                 |                | WE 124  | 81909  | Landkreis Wittmund                                                           |                            | Position | 8,31             | 1978                |
| Kollrunger Moor                                          | weitere Bilder | WE 257  | 378112 | Landkreis Aurich, Landkreis Wittmund                                         |                            | Position | 279,76           | 2007                |
| Ochsenweide, Schafhauser Wald und Feuchtwiesen bei Esens | weitere Bilder | WE 109  |        | Landkreis Wittmund                                                           |                            | Position | 296              | 2019                |
| Stapeler Moor und Umgebung                               | weitere Bilder | WE 143  | 82619  | Landkreis Ammerland, Landkreis Friesland, Landkreis Leer, Landkreis Wittmund |                            | Position | 535,52           | 1983                |
| Upjever und Sumpfmoor Dose                               |                | WE 306  |        | Landkreis Friesland, Landkreis Wittmund                                      |                            | Position | 116              | 2019                |